# Haltere la Jocurile Olimpice de vară din 2020 - masculin 109 kg
Proba de haltere categoria 109 de kg masculin de la Jocurile Olimpice de vară din 2020 de la Tokyo a avut loc la data de 3 august 2021, la Tokyo International Forum.

## Program
Orele sunt ora Japoniei (UTC+9) 
| Data                 | Timp  | Etapă   |
| -------------------- | ----- | ------- |
| Marți, 3 august 2021 | 13:50 | Grupa B |
| Marți, 3 august 2021 | 19:50 | Grupa A |

## Rezultate
| Loc | Sportiv             | Țară                       | Grupă | Greutate | Smuls (kg) | Smuls (kg) | Smuls (kg) | Smuls (kg)         | Aruncat (kg) | Aruncat (kg) | Aruncat (kg) | Aruncat (kg)       | Total              |
| Loc | Sportiv             | Țară                       | Grupă | Greutate | 1          | 2          | 3          | Rezultat           | 1            | 2            | 3            | Rezultat           | Total              |
| --- | ------------------- | -------------------------- | ----- | -------- | ---------- | ---------- | ---------- | ------------------ | ------------ | ------------ | ------------ | ------------------ | ------------------ |
| 1   | Akbar Djuraev       | Uzbekistan                 | A     | 109,00   | 189        | 189        | 193        | 193                | 227          | 234          | 237          | 237 Record olimpic | 430 Record olimpic |
| 2   | Simon Martirosyan   | Armenia                    | A     | 108,90   | 190        | 195        | 198        | 195 Record olimpic | 228          | 238          | 238          | 228                | 423                |
| 3   | Artūrs Plēsnieks    | Letonia                    | A     | 108,85   | 175        | 180        | 183        | 180                | 220          | 225          | 230          | 230                | 410                |
| 4   | Timur Naniev        | COR                        | A     | 108,95   | 180        | 185        | 188        | 188                | 221          | 221          | 224          | 221                | 409                |
| 5   | Hristo Hristov      | Bulgaria                   | A     | 108,90   | 185        | 189        | 192        | 189                | 213          | 219          | 222          | 219                | 408                |
| 6   | Jin Yun-seong       | Coreea de Sud              | A     | 107,30   | 180        | 185        | 185        | 180                | 220          | 225          | 230          | 220                | 400                |
| 7   | Arkadiusz Michalski | Polonia                    | A     | 108,60   | 175        | 179        | 179        | 175                | 216          | —            | —            | 216                | 391                |
| 8   | Wesley Kitts        | Statele Unite ale Americii | A     | 108,35   | 173        | 177        | 177        | 177                | 213          | 213          | 220          | 213                | 390                |
| 9   | Aymen Bacha         | Tunisia                    | B     | 108,10   | 172        | 177        | 177        | 177                | 203          | 211          | 217          | 211                | 388                |
| 10  | Öwez Öwezow         | Turkmenistan               | B     | 108,80   | 165        | 171        | 176        | 171                | 200          | 210          | 211          | 200                | 371                |
| 11  | Arnas Šidiškis      | Lituania                   | B     | 105,35   | 151        | 156        | 160        | 156                | 182          | 187          | 190          | 187                | 343                |
| 12  | Matthew Lydement    | Australia                  | B     | 108,35   | 152        | 158        | 165        | 158                | 180          | 185          | 185          | 180                | 338                |
| 13  | Tanumafili Jungblut | Samoa Americană            | B     | 108,90   | 140        | 150        | 155        | 150                | 180          | 190          | 190          | 180                | 330                |
| —   | Ali Hashemi         | Iran                       | A     | 108,80   | 177        | 181        | 184        | 184                | 226          | 226          | 228          | —                  | —                  |